# Jürgen Meier
Jürgen Meier (* 1938) ist ein deutscher Germanist.

## Leben
Nach der Promotion in Hamburg 1970 (Die mittelniederdeutsche Verserzählung „De deif van Brugge“. Stoffgeschichtliche und sprachliche Untersuchung) lehrte er dort von 1977 bis zur Emeritierung 2003 als Professor für Niederdeutsche Philologie und Linguistik des Deutschen.

## Schriften (Auswahl)
- mit Johanna Belkin: Bibliographie zu Otfrid von Weißenburg und zur altsächsischen Bibeldichtung (Heliand und Genesis). Berlin 1975, ISBN 3-503-00765-2.
- als Herausgeber mit Dieter Möhn: Albert Mähl: Gesammelte Werke in Einzelausgaben. Plattdeutsche Gedichte. Heide 1983, ISBN 3-8042-0293-4.
- als Herausgeber mit Jörg Hennig: Varietäten der deutschen Sprache. Festschrift für Dieter Möhn. Frankfurt am Main 1996, ISBN 3-631-48855-6.
- als Herausgeber mit Dieter Möhn: Spuren der Vergangenheit für die Gegenwart. Hundert niederdeutsche Texte zwischen dem 9. und 17. Jahrhundert. Leer 2008, ISBN 978-3-7963-0380-7.